# Mimacraea
Mimacraea là một chi bướm ngày thuộc họ Lycaenidae.